# Варијете
Варијете (фр. variété) су забавномузичке играчке групе или позоришта чији програм се базира на лакој музици, песми, плесу, жонглерским вештинама, гимнастичким егзибицијама. Стил извођења је високоестетизован, често и еротизован, у богатој сценографији и костимима, са сценским ефектима и слично.